# Phymatophaea pustulifera
Phymatophaea pustulifera là một loài bọ cánh cứng trong họ Cleridae. Loài này được Westwood miêu tả khoa học năm 1852.